# Rosemarie Wohlbauer
Rosemarie Wohlbauer (* 15. März 1937 in Hamburg; † 9. Juli 2023 ebenda) war eine deutsche Schauspielerin, Synchron- und Hörspielsprecherin sowie Musicaldarstellerin.

## Leben und Wirken
Rosemarie Wohlbauer besuchte von 1959 bis 1962 die Hochschule für Musik und Theater Hamburg, die sie mit Schwerpunkt Musical und Chanson abschloss. 1962 debütierte sie am Theater Bonn in Friedrich Schillers Die Verschwörung des Fiesco zu Genua.
Es folgten 1965 und 1966 Tourneen mit den Deutschen Kammerspielen Buenos Aires, wo Wohlbauer in Gotthold Ephraim Lessings Minna von Barnhelm und in Peter Weiss’ Marat/Sade spielte.
Von 1966 bis 1968 war sie in Stücken wie Euripides’ Die Troerinnen auf den Festspielen Bad Hersfeld zu sehen.
Es folgten Engagements unter anderem am Schlosstheater Celle, am Nationaltheater Mannheim sowie am Stadttheater Bern. Am Schleswig-Holsteinischen Landestheater gab Rosemarie Wohlbauer 1982 unter der Regie Hans Häckermanns in William Shakespeares Sommernachtstraum die Titania. Zuletzt war sie von 2016 bis 2017 mit dem Musical Ich war noch niemals in New York auf Tournee.
Im Fernsehen war Rosemarie Wohlbauer unter anderem in Episodenrollen in Der Landarzt (1986–2013), Die Männer vom K3, Großstadtrevier (seit 1986) und Rote Rosen (seit 2006) zu sehen.
Als Synchronsprecherin war sie seit Mitte der 1990er Jahre unregelmäßig zu hören, etwa für Cloris Leachman oder Tedde Moore. Als Hörspielsprecherin ist Wohlbauer seit Anfang der 1990er Jahre unter anderem in Hörspielserien wie Die drei ??? (seit 1979) und Fünf Freunde zu hören. Sie gab auch szenische Lesungen, so etwa 2016 mit Sprich leise, wenn du Liebe sagst in den Hamburger Kammerspielen.
Rosemarie Wohlbauer lebte in Hamburg-Eimsbüttel.

## Auszeichnungen
- 1968: Großer Hersfeld-Preis

## Theaterrollen (Auswahl)
- 1974: Porzia in Der Kaufmann von Venedig – Regie: Jaroslav Gilar (Stadttheater Bern)
- 1974–1977: Elisabeth in Maria Stuart – Regie: Heinrich Koch (Stadttheater Bern)
- 1995–2000: Luise von Briest in Effi Briest – Regie: Werner Tietze (Schleswig-Holsteinisches Landestheater)
- 1996: Marie Hoprecht in Der Hauptmann von Köpenick – Regie: Peter Heeg (Festspiele Wunsiedel)
- 2010: Mrs. Higgins in My Fair Lady – Regie: Egon Baumgarten (Burgfestspiele Bad Vilbel)

## Filmografie (Auswahl)
- 1987: Hilke Nölking in Der Landarzt (2 Folgen) – Regie: diverse (Fernsehserie; ZDF)
- 1989: Die Männer vom K3 – Diamanten machen Freunde – Regie: Heinz Schirk (ARD)
- 1991: Lotti in Labskaus und Schampanjer – Regie: Konrad Hansen
- 1991: Die Männer vom K3 – Narkose fürs Jenseits – Regie: Gero Erhardt (ARD)
- 1997: Frau Zucker in Sperling und sein Spiel gegen alle – Regie: Torsten C. Fischer (ZDF)

## Hörspiele (Auswahl)
- 1980: Rainer Lewandowski: Der Prozess um Schnitzlers Reigen (Gertrud Eysoldt) – Regie: Hans Rosenhauer (Original-Hörspiel, Dokumentarhörspiel – NDR)
- 1998: Hans-Peter Tiemann: Eiligabend (1. Teil: Der Christbaumständer) (Frau Rogalla) – Regie: Klaus Wirbitzky (Originalhörspiel, Kinderhörspiel, Kurzhörspiel – WDR)
- 1998: Hans-Peter Tiemann: Lilipuz: Eiligabend (3. Teil: Weihnachten im Supermarkt) (Anke) – Regie: Klaus Wirbitzky (Originalhörspiel, Kinderhörspiel, Kurzhörspiel – WDR)